# Johann Georg Graevius
Johann Georg Graevius   (Naumburg, 29 de gener de 1632 - Utrecht, 11 de gener de 1703), originalment Grava o Greffe va ser un erudit i crític clàssic alemany.

## Biografia
Graevius s'havia format en dret, però va conèixer Johann Friedrich Gronovius durant una visita casual a Deventer, i sota la seva influència va abandonar la jurisprudència per dedicar-se a la filologia. Va completar els seus estudis amb Daniel Heinsius a Leiden, i entre d'altres, amb el teòleg protestant David Blondel, a Amsterdam.
Durant la seva residència a Amsterdam, influït per Blondel va abandonar el luteranisme i es va unir a l'Església Reformada. El 1656 va ser cridat per l'elector de Brandenburg a la càtedra de retòrica a la Universitat de Duisburg. Dos anys després, per recomanació de Gronovius, va ser escollit per succeir a aquest erudit a Deventer. El 1662 es va traslladar a la Universitat d'Utrecht, on va ocupar primer la càtedra de retòrica i, des de 1667, les d'història i política fins a la seva mort en aquesta ciutat.
Graevius gaudia d'una gran reputació com a professor, i la seva aula era plena d'alumnes, molts d'ells de rang distingit, de totes les parts del món. Lorenzo Magalotti va visitar-lo i Lluís XIV va honorar-lo amb un reconeixement especial; també va ser un dels favorits especials de Guillem III d'Anglaterra, que el va nomenar historiògraf reial.
Després de la seva mort, Joan Guillem, príncep elector del Palatinat (va regnar de 1690 a 1716), va comprar la seva biblioteca, que comptava amb molts llibres antics clàssics; una part va ser traslladada posteriorment a la Biblioteca de la Universitat de Heidelberg

## Treballs
Les seves dues obres més importants són el Thesaurus antiquitatum Romanarum (1694–1699, en 12 volums), i el Thesaurus antiquitatum et historiarum Italiae, publicat després de la seva mort, i continuat per Pieter Burmann el Vell (1704–1725), encara que aquests no sempre han estat considerats favorablement. Les seves edicions dels clàssics, tot i que van marcar un avenç clar en l'erudició, ara estan en la seva majoria superades. Inclouen Hesíode (1667), Llucià, Pseudosophista (1668), Justí, Historiae Philippicae (1669), Suetoni (1672), Catul, Tibullus et Propertius (1680) i diverses obres de Ciceró, que es consideren les millors.
També va revisar molts escrits d'estudiosos contemporanis. Va mantenir correspondència amb estudiosos d'arreu d'Europa, entre els quals Albert Rubens, fill de Peter Paul Rubens, que era un destacat erudit clàssic i numismàtic. Va editar pòstumament una col·lecció d'assajos d'Albert Rubens sobre vestuari antic, monedes i gemmes, que va ser publicada l'any 1665 per Balthasar Moretus a Anvers amb el títol De re vestiaria veterum, [...], et alia eiusdem opuscula posthuma.